# José Wasth Rodrigues
José Wasth Rodrigues (São Paulo, 19 de março de 1891 - Rio de Janeiro, 21 de abril de 1957) foi um pintor, desenhista, ilustrador, ceramista, professor e historiador brasileiro. Era tio do também ilustrador Ivan Wasth Rodrigues.
Wasth Rodrigues foi importante figura para a história da cidade de São Paulo, sendo responsável pelo desenvolvimento de brasões de vários municípios brasileiros, como o brasão da Cidade de São Paulo, o brasão de Mogi das Cruzes e o Brasão de São Sebastião. Também viria, posteriormente, a desenhar o brasão do Estado de São Paulo. Destaca-se ainda por seu trabalho como historiador, deixando várias publicações voltadas à documentação arquitetônica da construção civil e religiosa e obras sobre mobiliário antigo, indumentária, insígnias e armas militares.
José Wasth Rodrigues foi pioneiro em demonstrar preocupação em relação às demolições e descaracterizações sofridas por exemplares do patrimônio cultural brasileiro, sugerindo, em inquérito do jornal O Estado de São Paulo sobre Arquitetura Colonial, que "a fundação de uma Sociedade ou Comissão de Arquitetos com plenos poderes junto aos governos e às Cúrias para embargar as demolições e impedir que as restaurações sejam feitas com o sacrifício da “fisionomia característica” do edifício.

## Biografia

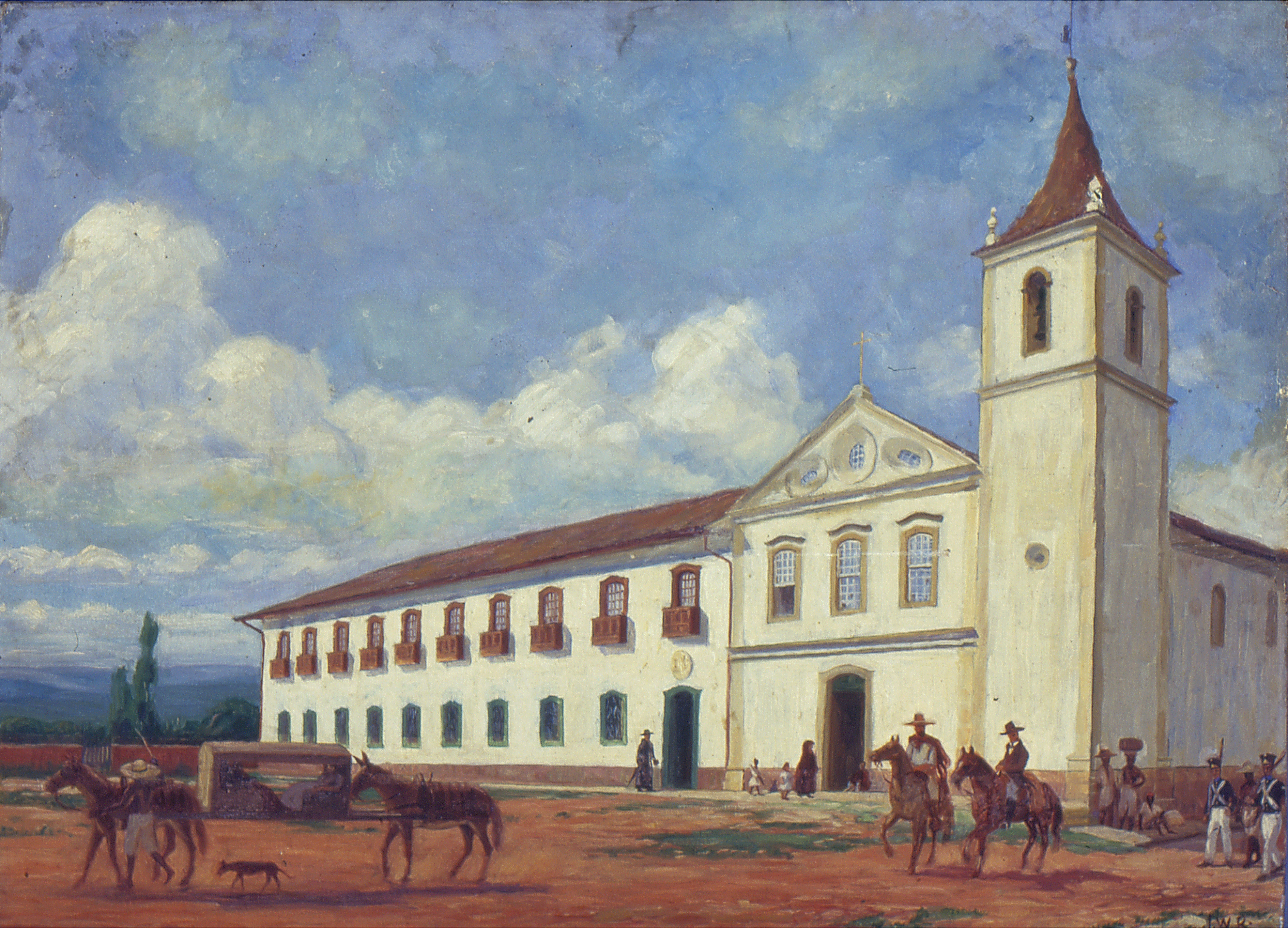
Largo e Mosteiro de São Bento.

José Wasth Rodrigues, natural de São Paulo, realizou estudos durante dois anos com Oscar Pereira da Silva. Não somente pintor, foi também historiador e especialista em mobiliário, armaria e heráldica. Destacou-se, ainda jovem, na produção de artes plásticas. Em 1910, recebeu do governo do Estado de São Paulo, após seus estudos de 1908 a 1909, uma viagem à Europa.
Na França, frequentou em Paris a Académie Julien e a École des Beaux-Arts, tendo por mestres Jean Paul Laurens, Nandi e Lucien Simon. Em 1914, expôs no Salão de Paris, e antes do início da I Guerra Mundial, voltou ao Brasil. Dois anos depois (1916) fundou em São Paulo um curso de desenho e pintura.

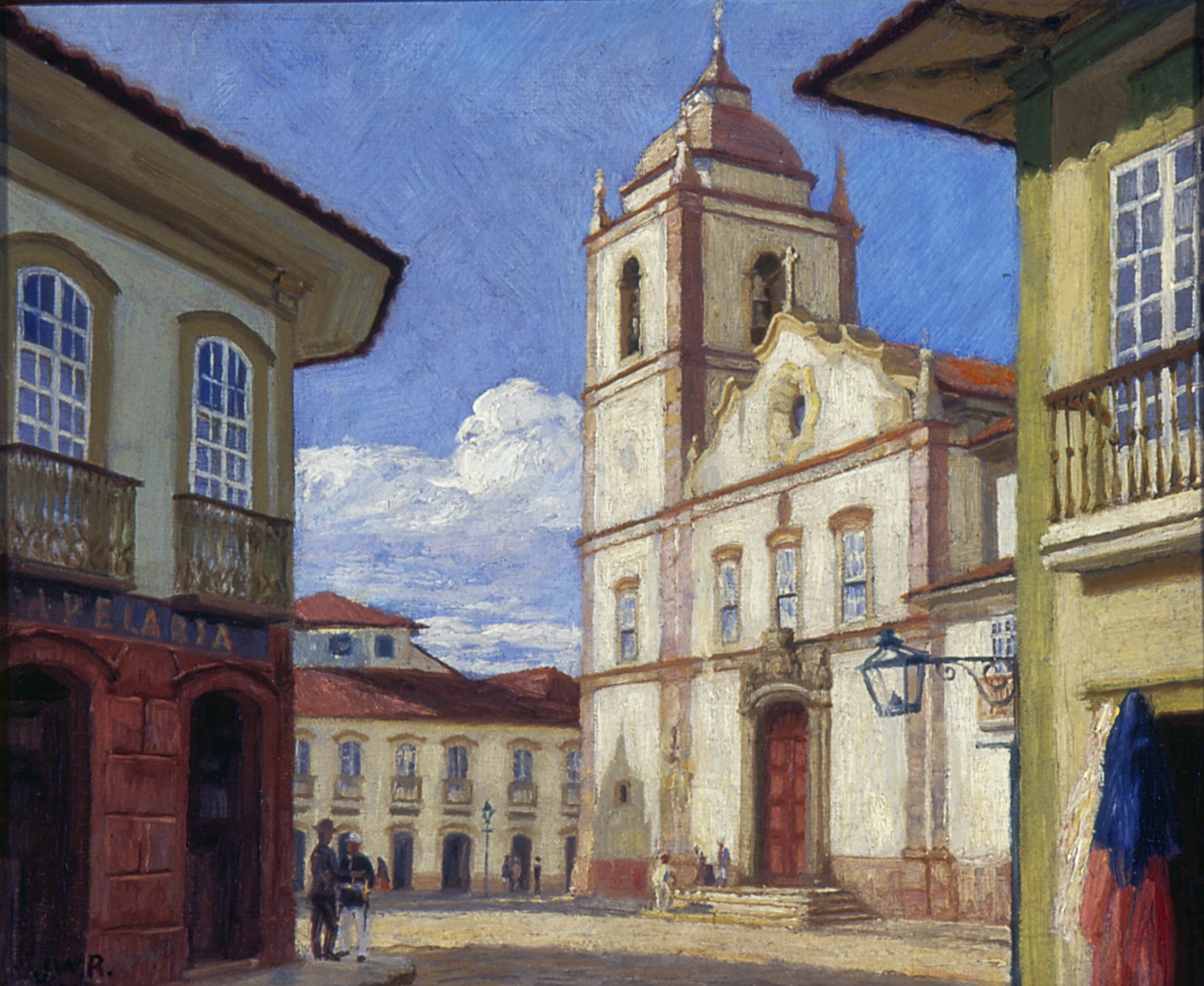
Páteo da Sé.

Retorna a São Paulo em 1914, participando ativamente da vida artística da cidade. Em 1916, em conjunto com George Fischer Elpons e William Zadig, inaugura um curso de pintura e desenho. Wasth Rodrigues cria muitos brasões, como por exemplo o da cidade de São Paulo, em 1917, com o auxílio do poeta Guilherme de Almeida (1890 - 1969), e também o do Estado de São Paulo, em 1932.
Recebeu sua primeira medalha de ouro no Salão Paulista de 1933, e seu primeiro prêmio de pintura em 1934. Em suas viagens por Minas Gerais, Bahia, Pernambuco e Rio de Janeiro registrou em óleos, aquarelas e desenhos, principalmente bicos de pena, velhos solares, igrejas e monumentos da região. Prestou importante colaboração ao Departamento do Patrimônio Histórico e Artístico Nacional, participando do Conselho consultivo e executando obras artísticas históricas.
Quando recém-chegado de uma temporada europeia, Wasth Rodrigues, além de prestar serviços aos estudos de Ricardo Severo, dedicava-se também a ilustrar os livros de Monteiro Lobato e artigos da Revista do Brasil. Na sua primeira fase (entre 1916 e 1925), Wasth Rodrigues contava com a colaboração da parcela mais importante da intelectualidade brasileira, para a defesa e difusão do nacionalismo, conquistando um espaço privilegiado pela qualidade editorial e pela disposição em romper com a superficialidade que caracterizava as revistas nascidas sob o signo da virada do século. Nascida de articulações promovidas pelos proprietários do O Estado de São Paulo, a Revista do Brasil, embora de repercussão nacional, trazia a marca das elites paulistanas na sua diretoria, formada por Júlio de Mesquita, Alfredo Pujol e Luís Pereira Barreto; e, principalmente, na lista de 66 membros da sociedade anônima (presidida por Ricardo Severo) que viabilizou financeiramente o projeto.

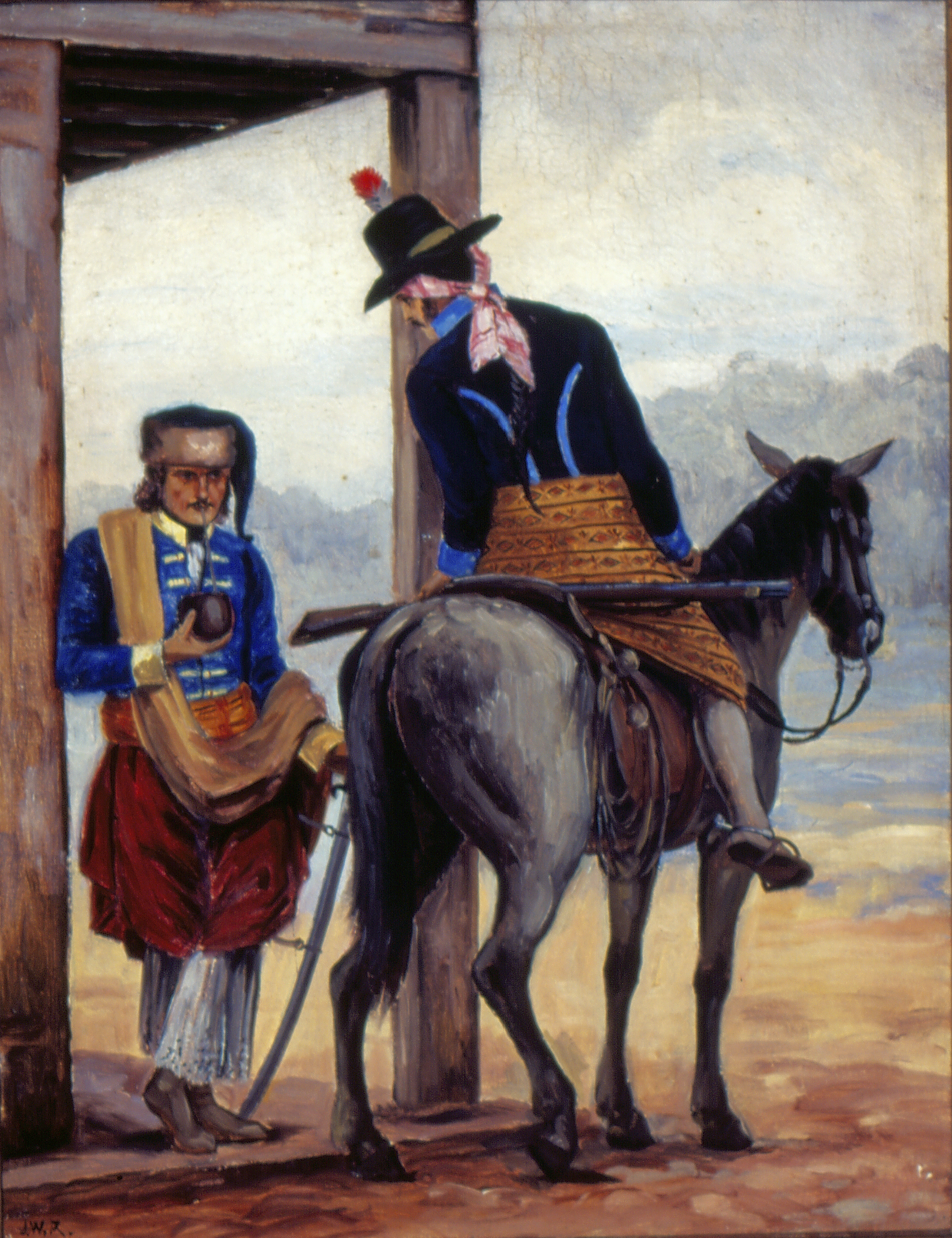
Soldado da Legião Paulista na Cisplatina e Gaúcho.

A questão do "nacional" estava na ordem do dia, manifestando-se em todos os setores da vida intelectual do país, e de forma particular em São Paulo. A guerra europeia se encarregara de ferir de morte o espírito da Belle Epoqe e, embora as reações não se limitassem à busca nativista pelas raízes brasileiras, por algum tempo "modernidade" e "nacionalismo" foram quase sinônimos. A vertente paulista desse movimento se manifestou no interesse pelos temas históricos e folclóricos do passado: bandeirantes, caipiras, genealogia, relatos de viajantes.
Por volta de 1918, Wasth Rodrigues passa a dedica-se ao estudo de história colonial, e tornou-se um dos pioneiros no registros das atividades artísticas do período. José Wasth Rodrigues foi pioneiro em demonstrar preocupação em relação às demolições e descaracterizações sofridas por exemplares do patrimônio cultural brasileiro. Sugeriu, então, em inquérito do jornal O Estado de São Paulo sobre Arquitetura Colonial, que "a fundação de uma Sociedade ou Comissão de Arquitetos com plenos poderes junto aos governos e às Cúrias para embargar as demolições e impedir que as restaurações sejam feitas com o sacrifício da “fisionomia característica” do edifício.
Este interesse pela arquitetura do passado, que se estende até a defesa de preservação, é pouco comum no período, e não era manifestada nem mesmo por Ricardo Severo, que jamais externou qualquer preocupação a respeito. Outro importante protagonista do período que também parece ter sido fortemente impressionado pelas ideias de Severo é Mário de Andrade, cujos primeiros artigos sobre arquitetura - a série de artigos sob o título “A Arte religiosa no Brasil”, publicados em 1920 na Revista do Brasil - bem como as viagens que empreendeu para escrevê-los, parecem claramente motivados por elas. Tal como Wasth Rodrigues, Mário está certamente entre os primeiros artistas e intelectuais do período a conhecer in loco antigas cidades brasileiras.
Excelente desenhista, ficou famoso por seus trabalhos em bico de pena, nos quais abordava a paisagem urbana e detalhava a arquitetura e o mobiliário coloniais brasileiros.
José Wasth Rodrigues foi o responsável por reintroduzir a tradição de pintura em azulejos nos obras de arte públicas de São Paulo. Executou painéis decorativos para os quatro monumentos da Calçada do Lorena e da estrada velha de Santos. Na capital paulista, decorou em azulejos da Ladeira da Memória. Como pintor, destacou-se por seus trabalhos históricos, destacando-se pelo capricho no retrato dos detalhes dos acontecimentos retratados.

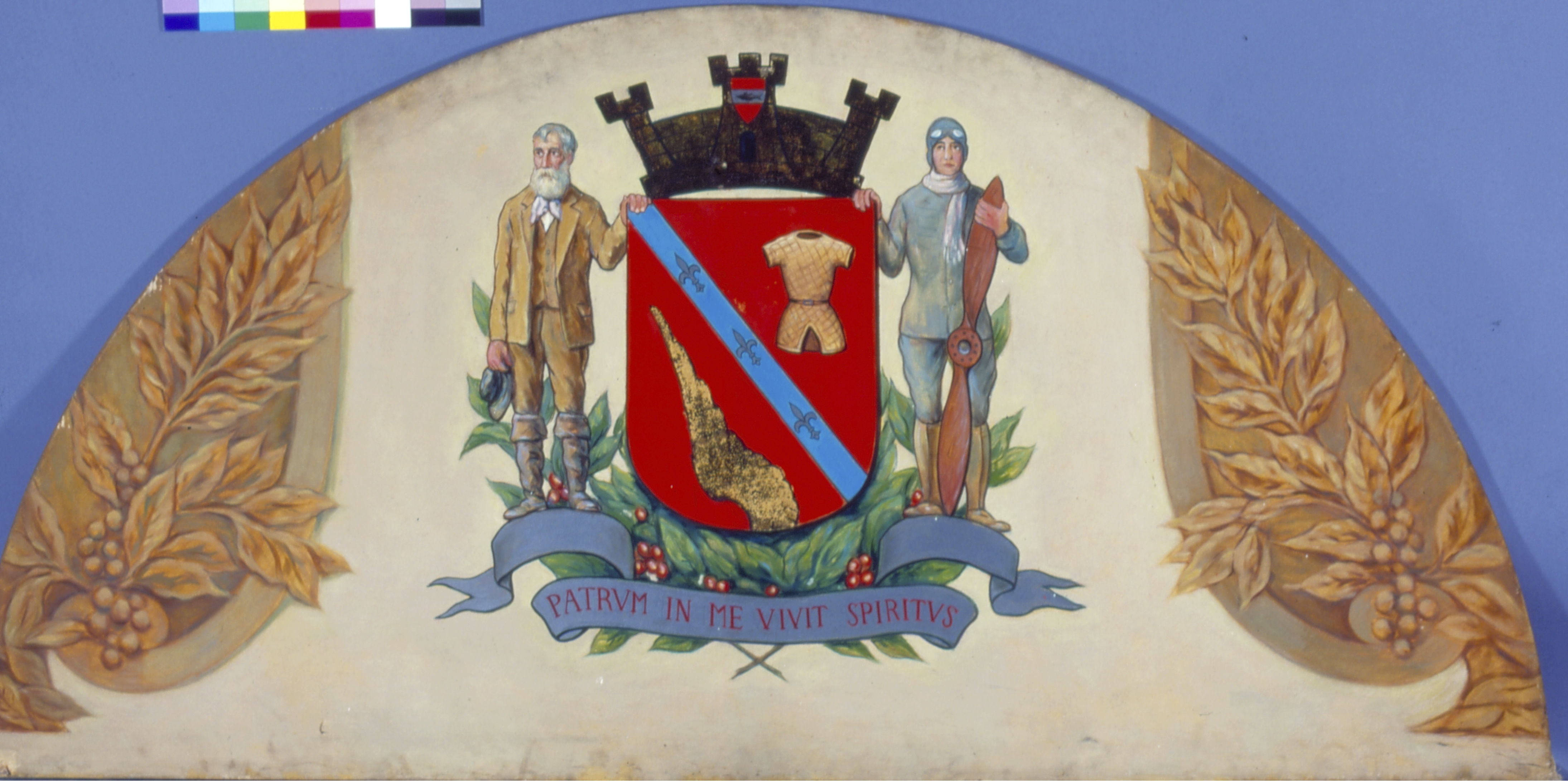
Brasão com Armas de Jaú.

Em 1932, passa a integrar a Sociedade Pró-Arte Moderna. Ilustrou num estilo bastante realista diversos livros (Urupês, de Monteiro Lobato; Uniformes do Exército Brasileiro, de Gustavo Barroso; Brasões e Bandeiras do Brasil, de Clóvis Ribeiro; Vida e Morte do Bandeirante, de Alcântara Machado, etc.). Entre 1935 e 1936, concebe o projeto de restauração de itens da Igreja de Nossa Senhora do Rosário, em Ouro Preto.
Na abertura do XVIII Salão Anual da ENBA, a 12 de agosto de 1921, foram expostos os dez projetos concorrentes, e, depois de uma demorada deliberação, a comissão julgadora do IBA anunciou os vencedores. O primeiro prêmio foi concebido a Nereu de Sampaio e Gabriel Fernandes, mas José Wasth Rodrigues, que se aventurava pela arquitetura, foi considerado forte concorrente. O neocolonial chegava ao Rio de Janeiro como um desafio lançado ao conservadorismo acadêmico: a ENBA representava para a arquitetura e as artes plásticas o que a Academia Brasileira de Letras representava para a literatura. Através da sedução exercida pelos concursos promovidos por José Marianno e pelas ideias propagandeadas por Ricardo Severo, os alunos e profissionais recém formados desenvolvem nos anos seguintes centenas de projetos em estilo neocolonial, e José Wasth Rodrigues de destacava.

## Obra

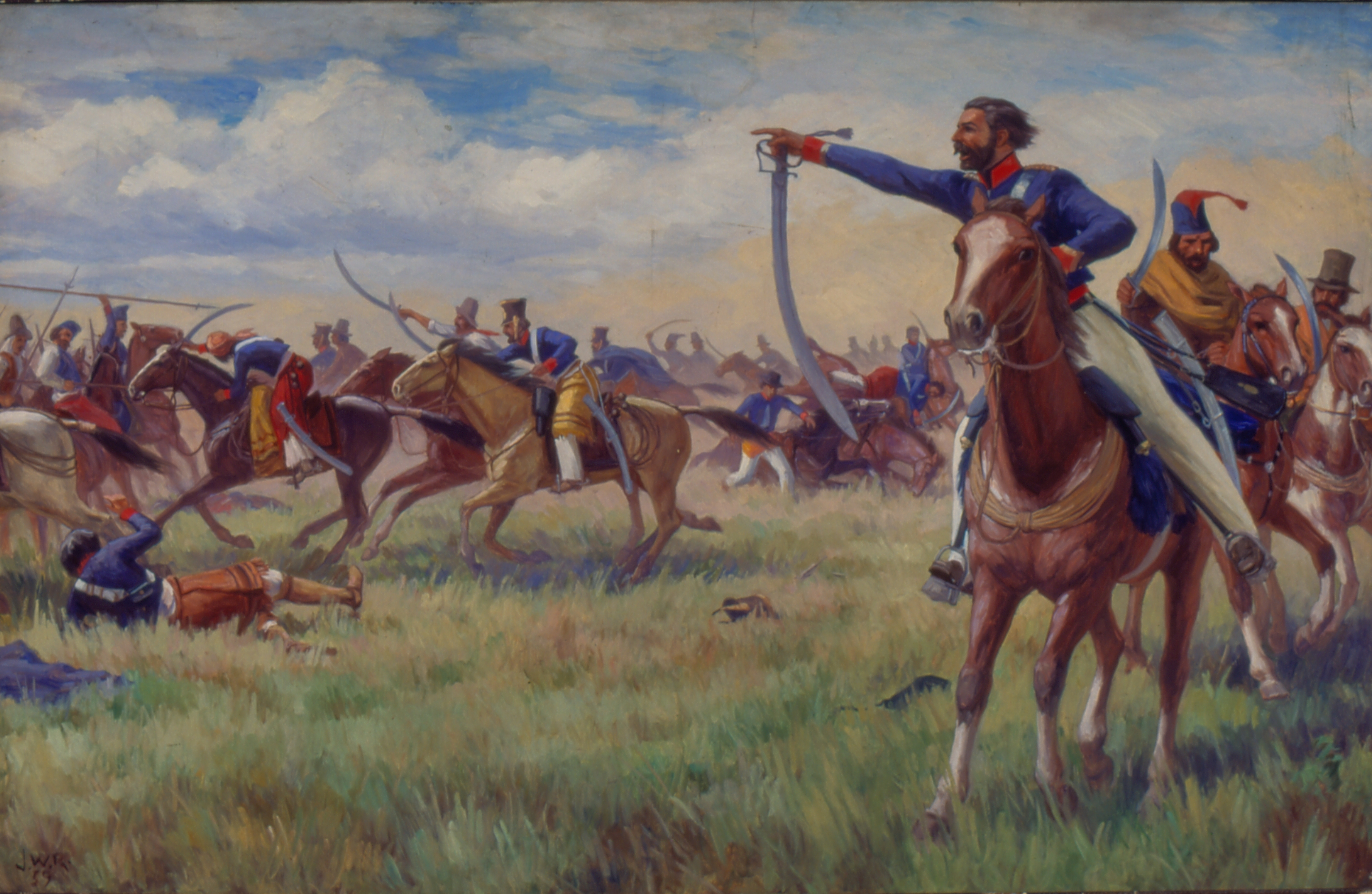
Batalha de Ituzaingó.

José Wasth Rodrigues publicou as seguintes obras: Documentário arquitetônico relativo à antiga construção civil no Brasil , em oito volumes, amplamente ilustrados; Móveis antigos de Minas Gerais; A casa da moradia do Brasil antigo. Produziu também desenhos e aquarelas do livro Uniformes do Exército Brasileiro.
Em 1895 Wasth Rodrigues já participava de exposições na Casa Garraux e, em 1901, expôs" Rinha de Galos" e, em 1908, o esboço da pintura histórica "A Convenção de Itu, 1873", cujo quadro a óleo pertence ao acervo deste Museu e encontra-se exposto no Museu Republicano "Convenção de Itu", na cidade de Itu (SP). Nesse mesmo ano de 1908, recebeu medalha de Ouro na exposição da Escola Nacional de Belas Artes. Em 1902, realizou uma exposição individual com trinta obras autorais, na Galeria Castelões. Foi convidado por Affonso de Taunay a executar retratos convencionais de Itu e vistas da cidade de São Paulo. Seus trabalhos abordaram a paisagem, pintura de gênero, costumes e retratos. Em razão de seu falecimento, teve suas obras expostas na sede da Associação dos Funcionários Públicos do Estado de São Paulo, à rua São Bento.
Seguindo a metodologia - se é que podemos chamá-la assim - de Severo, Wasth Rodrigues realizou inúmeras viagens pelo Brasil desde 1918, reunindo documentação que viria a tornar-se o livro “Documentário Arquitetônico”, publicado originalmente em fascículos na década de 1940. Severo financiou inúmeras excursões para Wasth Rodrigues, com objetivo de pesquisa dos vestígios da arte e da arquitetura coloniais. Ele encomendava o registro, em desenhos a bico de pena, fotografias e aquarelas, de detalhes construtivos e ornamentais de que pudessem se constituir também em material didático, destinado a normalizar as manifestações dos arquitetos que pretendessem seguir o seu apelo em prol do que chamava de "arte tradicional".

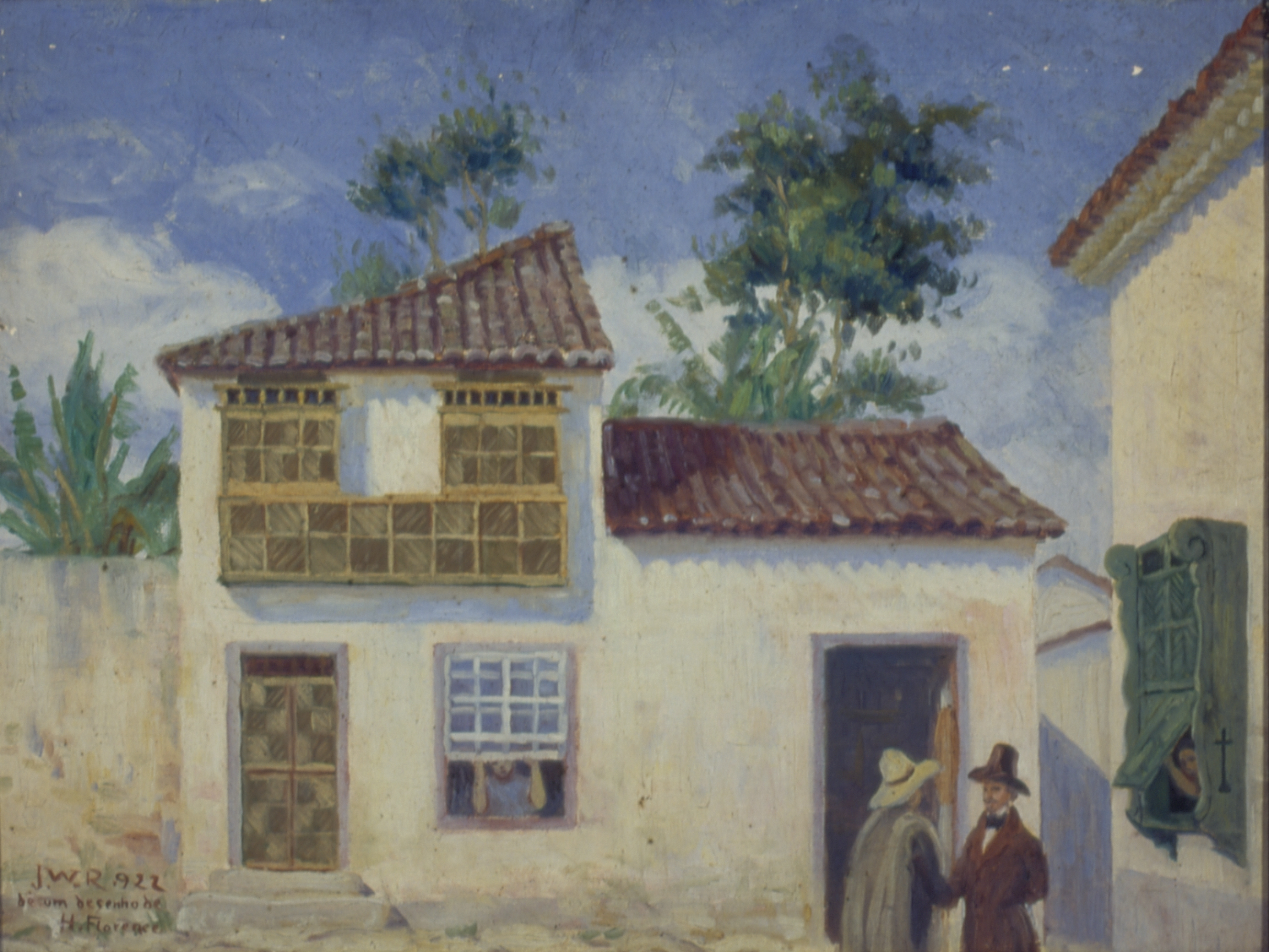
Casas Velhas de Santos.

À maneira de Severo, a documentação coletada por Wasth Rodrigues reproduz elementos construtivos e decorativos isoladamente, ainda que alguns edifícios importantes tenham sido levantados em planta e elevação. O material mostra claramente a intenção para a qual foi coletado, e está explícita na introdução de Wasth Rodrigues: uma espécie de “livro de modelos” a inspirar a produção neocolonial daqueles anos. Apesar disso,em razão de sua publicação tardia, a obra acabou não cumprindo tal papel - que parece ter ficado para o álbum “Estilo colonial brasileiro: composições arquitetônicas de motivos originais”, de 1927, concebido pelo desenhista italiano Felisberto Ranzini.
Tal abordagem da arquitetura tradicional brasileira pode ter incentivado a retirada de elementos construtivos ou ornamentais de edifícios antigos, contribuindo para sua descaracterização e estimulando o comércio predatório de antiguidades. É o que se pode compreender dos termos utilizados pelo deputado José Wanderley de Araújo Pinho em seu projeto de lei federal apresentado em 1930 e relativo a “todas as coisas imóveis ou móveis a que deva estender a sua proteção o estado, em razão de seu valor artístico, de sua significação histórica ou de sua peculiar e notável beleza”. Nesta peça jurídica, Pinho faz referência explícita à proteção de elementos construtivos como:
| “ | as cimalhas, os frisos, arquitraves, portas, janelas, colunas, azulejos, tetos, obras de marcenaria, pinturas murais, e quaisquer ornatos que possam ser retirados de uma edificação para outra e que, retirados, mutilem ou desnaturem o estilo do imóvel ou a sua unidade, qualquer que seja o material de que se acham constituídos, e ainda quando tal mutilação não prejudique aparentemente o mérito artístico ou histórico do imóvel a que estavam aderidos... | ” |

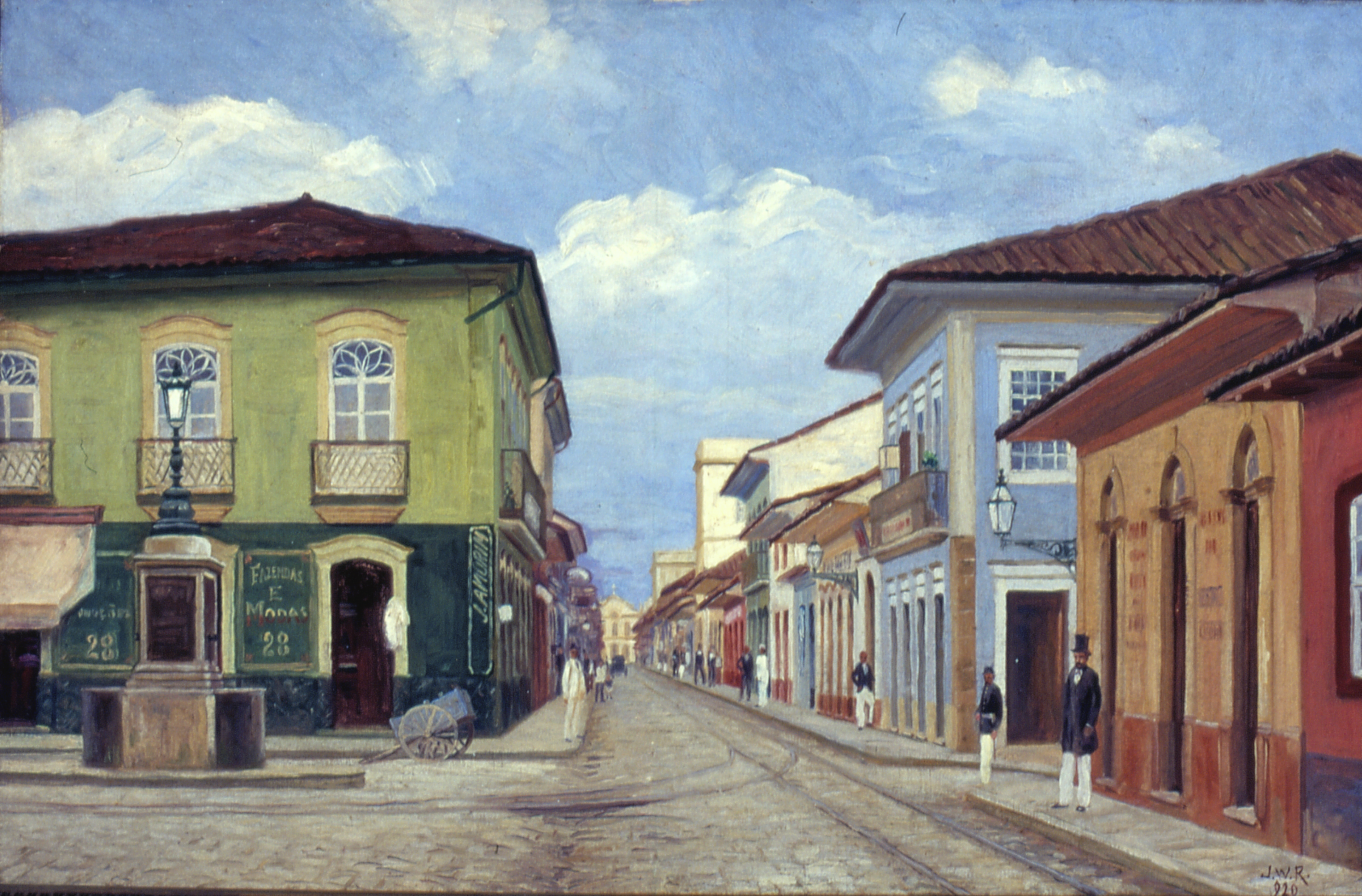
Largo do Rosário.

O projeto de Wanderley Pinho, que apresenta avanços indiscutíveis em relação a iniciativas anteriores, é o primeiro a manifestar consciência de que o bem cultural é um todo indissociável, e que o colecionismo de peças oriundas de edifícios antigos - acessórias ou constitutivas - poderia estimular a dilapidação de patrimônios.

### Técnica
Pinturas que eram quase que um retrato de cenas históricas marcaram a obra de José Wasth Rodrigues, mas sua produção é diversa: pinturas a óleo, azulejos, aquarelas, desenhos a lápis e a bico de pena podem ser observados ao longo de sua trajetória.
A técnica de Wasth Rodrigues para a produção dos azulejos decorados, que foram destaque para o artista, é a do sobre-esmalte, que envolve o trabalho direto sobre a superfície já esmaltada, com pincel, ou utilizando máscaras sucessivas para cada tom ou cor. O azulejo assim trabalhado era então levado ao forno, para ser queimado a uma temperatura de 850 °C.” 

### Influências

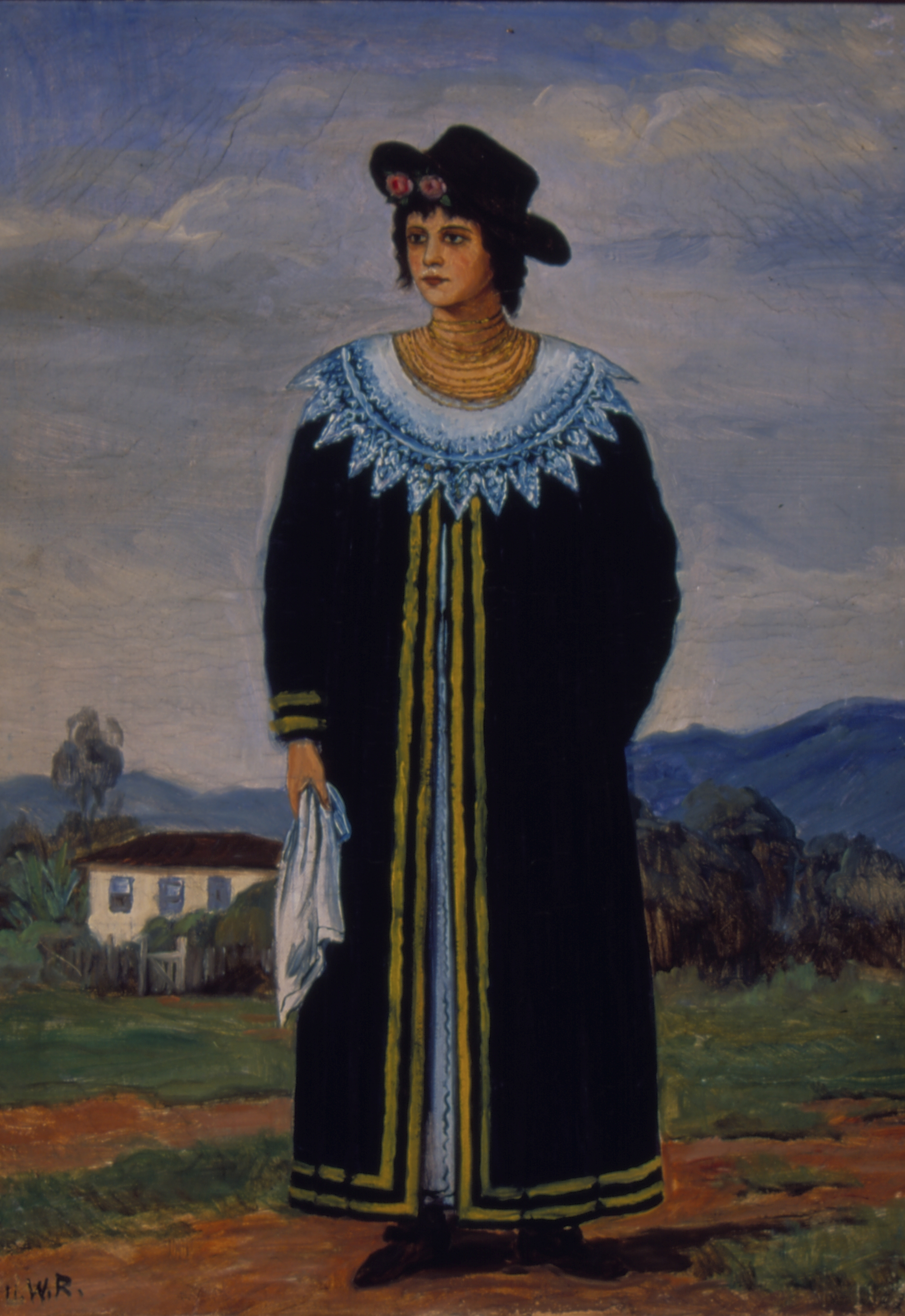
Dama Paulista.

As matrizes documentais que subsidiavam a produção artística de Wasth Rodrigues são diversas: as mais antigas vistas fotográficas da cidade de São Paulo, das quais se destacam as de autoria de Militão Augusto Azevedo, e os desenhos e gravuras dos artistas que integraram as expedições científicas em viagem pelo Brasil durante a primeira metade do século XIX, bem como as sua viagens de estudo da arquitetura colonial pelo interior do país, as pesquisas dos uniformes do exército brasileiro, das bandeiras, heráldica e acerca do mobiliário colonial brasileiro e português. O interesse de José Wasth Rodrigues pela arquitetura colonial brasileira foi motivada após o seu regresso de Paris. Influenciado por Ricardo Severo, Wasth Rodrigues dedicou-se ao levantamento de informações no interior e outros estados, sobre edificações ainda remanescentes de nossa arquitetura colonial, elemento valorizado pelo Neo Colonial Brasileiro do qual Ricardo Severo era um dos idealizadores.
Sob os cuidados e orientação neocolonial de Ricardo Severo e José Marianno Filho que foram promovidos os primeiros trabalhos consistentes de Wasth Rodrigues, que se davam pelo levantamento in loco da arquitetura. Assim, aumenta substantivamente o seu conhecimento sobre a matéria, e teve a produção do importante "Documentário Arquitetônico", patrocinado por Severo e realizado no final da década de 10, publicado nos anos  de 1940.

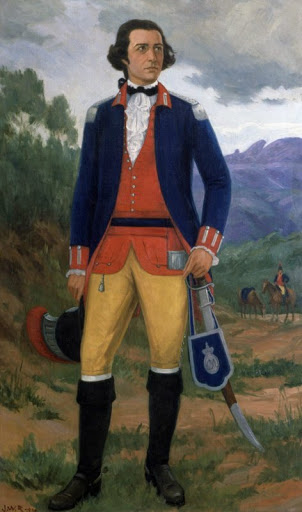
Joaquim José da Silva Xavier, o Tiradentes, vestido com o informe de alferes. Obra de Wasth Rodrigues. 1940

A encomenda de Severo a Wasth Rodrigues carece de comprovação documental, ainda que conste de várias referências bibliográficas (;).
A demora na publicação da obra de Wasth Rodrigues, e a ausência de qualquer menção a Ricardo Severo em seu conteúdo, é indício de possíveis desentendimentos entre o engenheiro português e o pintor paulista.
Considerando que “para construir arte tradicional são necessários elementos tradicionais” foi utilizado por Severo um método de análise arquitetônica que se baseia na decomposição do edifício em seus elementos construtivos e decorativos. Bem alinhado ao conceito de arquitetura que era então predominante - em que a concepção espacial da obra como um todo é praticamente independente do tipo de ornamentação aplicado às superfícies parietais -, Severo apresentou em sua conferência uma espécie de pré-inventário de elementos construtivos tradicionais da arquitetura brasileira: telhados, beirais, janelas, portas, rótulas, etc.

### Publicações
Publicou diversos estudos (Documentário Arquitetônico Relativo à Antiga Construção Civil no Brasil, 1945; Mobiliário do Brasil Antigo e Evolução de Cadeiras Luso-Brasilieras, 1948) e executou diversas obras heráldicas para o governo. Também atuou como cenógrafo e figurinista, assinando peças e cenários de espetáculos de Alfredo Mesquita, como Noite de São Paulo, de 1936, e Casa Assombrada, de 1938.

## Artista Paulista

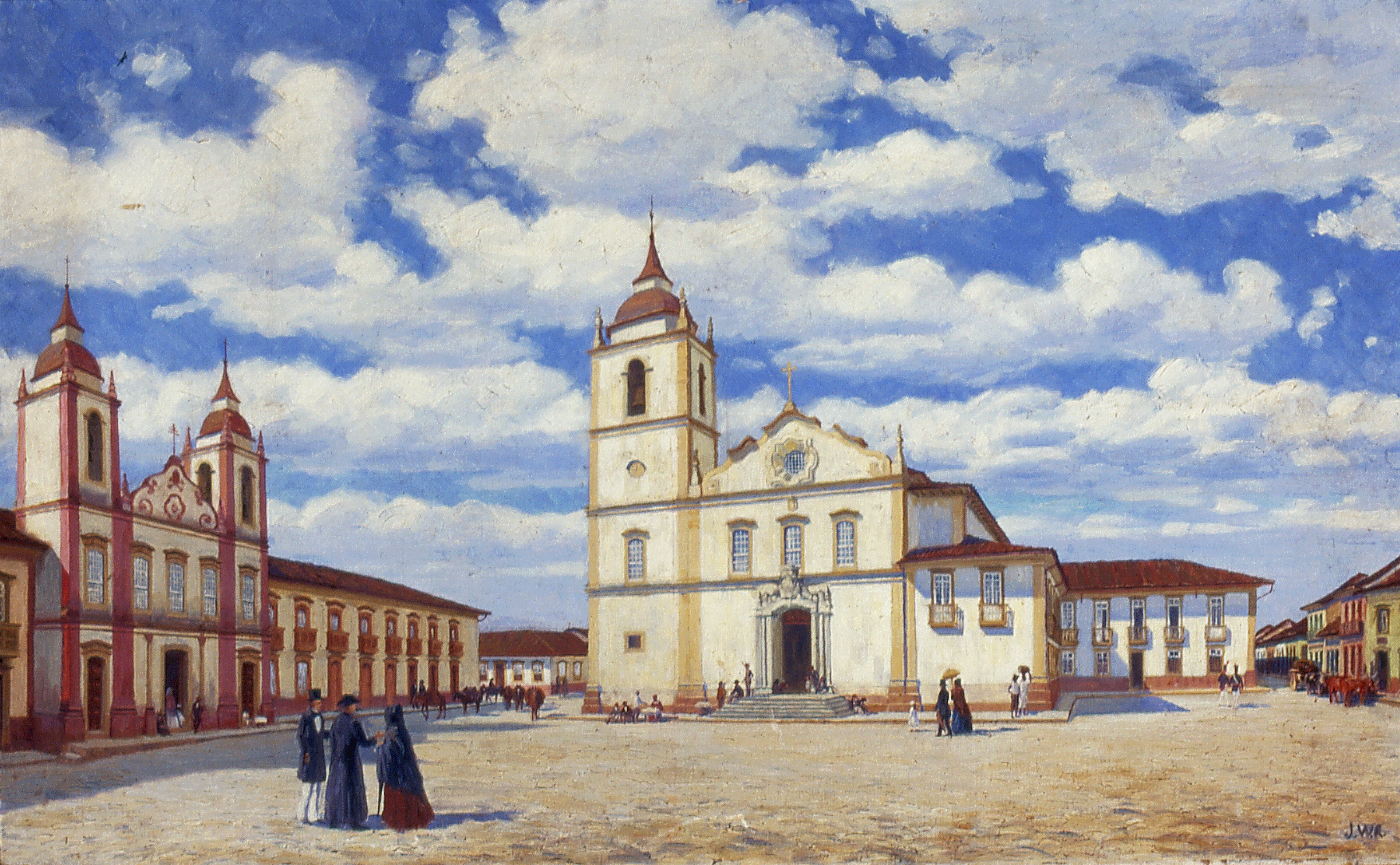
Páteo e Igreja da Sé e São Pedro.

São Paulo Antigo fez parte da IVº Exposição de Aquarelas e Desenhos da Galeria Arte em 1953. O tema dessa exposição relacionava-se ao contexto das recuperações históricas que aconteciam na cidade de São Paulo naquele momento histórico.
Em São Paulo Antigo o olhar de José Wasth Rodrigues destaca os elementos da arquitetura colonial, ainda facilmente identificados nas construções existentes na cidade de São Paulo no século XIX. Seu olhar novamente não se limita às edificações religiosas, que eram a grande maioria dos exemplares desta arquitetura na época, mas também foram abordados por Wasth elementos como o muxarabiê, pinhas de cristal, grades e suportes de ferro. Tais itens foram bastante valorizados nos desenhos, e ganharam o primeiro plano das aquarelas. O detalhamento arquitetônico não foi a única preocupação do artista, que passou a introduzir também itens urbanos em suas obras, e detalhou os vestuários que eram vistos pelas ruas - como tropeiros, escravos, carroceiros, policiais, de forma a exemplificar e caracterizar o cotidiano e o ritmo da vida da época. O período destacou-se pela busca incessante da criação de uma imagem específica da cidade, que fosse destituída de contradições sociais.
Wasth Rodrigues fez sua primeira exposição autoral em São Paulo, em 1902, em uma mostra coletiva que reuniu 406 trabalhos. Em 1922, em comemorações do Centenário da Independência do Brasil, foi convidado a realizar junto a Benedicto Calixto de Jesus, Henrique Manzo, Jonas de Barros, Nicola Petrilli e Berthe Adams Worms, sete quadros para o Museu Paulista, que estava sob direção de Affonso Escragnolle Taunay. Foi convidado então por Victor Dubugras para realizar azulejos decorativos destinados ao projeto de valorização do mais antigo obelisco da cidade - a Pirâmide do Piques, localizado na ladeira da Memória, e também aos Monumentos em homenagem à ligação da capital à cidade de Santos - o Caminho do Mar, formado pelo Pouso de Paranapiacaba, Cruzeiro Quinhentista, Padrão do Lorena e Rancho da Maioridade. O Estado de São Paulo era um grande espaço de estudo e realização de obras para José Wasth Rodrigues.
Grande parte destes monumentos concebidos por Dubugras, de composição em azulejos, caracterizavam-se pela valorização do estilo arquitetônico Neo Colonial Brasileiro. Quando Wasth Rodrigues foi chamado a realizá-los para a ladeira da Memória, utilizou elementos que apareciam em seus quadros a óleo e em suas aquarelas. Em um chafariz, registrou tropeiros, mulheres carregando água e soldados, em diversas tonalidades de azul. Alusivos aos marcos históricos, os painéis de azulejos feitos para os Monumentos do Caminho do Mar, hoje parte da Rodovia Anchieta, homenageiam os desbravadores que alçaram a serra em direção ao planalto Piratininga, construindo com os seus machados o caminho que ligava São Paulo ao litoral. Padre José de Anchieta e os Jesuítas no Cruzeiro Quinhentista, também fazem parte dessa conquista.
Em outro ponto paulista registrado por Wasth Rodrigues é o Padrão de Lorena, uma homenagem ao governador da Capitania de São Paulo, Bernardo José Maria de Lorena, e também às tropas de burros que sobem a serra pela Calçada do Lorena. O início da colonização portuguesa no Brasil é o tema do painel do Rancho da Maioridade, enquanto no Pouso de Paranapiacaba um mapa das estradas paulistas projeta o futuro das ligações rodoviárias entre os diversos pontos do Estado.
José Wasth Rodrigues participou em São Paulo de diversos projetos, dos quais se destacam a remodelação do obelisco de Piques, no Largo da Memória, iniciada em 1919 por encomenda do presidente Washington Luís. Wasth era amplamente reconhecido pela decoração em azulejos.